# Зайцев-Гольмер, Михаил Фёдорович
Михаи́л Фёдорович За́йцев-Го́льмер — ответственный сотрудник НКВД СССР периода Большого террора, депутат Верховного Совета РСФСР. Расстрелян в 1939 году. Признан не подлежащим реабилитации.

## Биография
Родился в 1897 году в Одессе, в семье римско-католического вероисповедания.  Брат — Николай Фёдорович Гольмер, участник Первой мировой войны.
Состоял в РКП(б) c 1918 года. В органах ВЧК−ОГПУ−НКВД с 1920 года.
С 14 декабря 1936 г. — начальник КРО УГБ НКВД Башкирской АССР. С 25 мая 1937 г. — помощник наркома внутренних дел Башкирской АССР. 
В дальнейшем до ареста — заместитель начальника УНКВД Калининской области. 
Капитан государственной безопасности (25.12.1935).
Депутат Верховного Совета РСФСР 1 созыва.
Арестован 20 ноября 1938 года.  Внесен в Список Л.Берии-А.Вышинского от 15.2.1939 г. по 1-й категории. Осужден к ВМН 21 февраля 1939 г. ВКВС СССР по обвинению в «измене Родине, терроре и участии в антисоветской террористической правотроцкистской организации в органах НКВД» (ст. 58/1 п."б"; ст. 58/8; ст. 58/11 УК РСФСР). Расстрелян в тот же день вечером в числе 29 осужденных ВКВС СССР (А. И. Михельсон, Л. С. Альтман и др.). 
Место захоронения- «могила невостребованных прахов» № 1 крематория Донского кладбища. 
Судебной коллегией по делам военнослужащих Верховного суда РФ 23 мая 2017 года признан не подлежащим реабилитации.